# Khoudir Aggoune
Khoudir Aggoune (Souk El Temire, 5 januari 1981) is een Algerijnse langeafstandsloper, die is gespecialiseerd in de 5.000 m en het veldlopen. Tweemaal nam hij deel aan de Olympische Spelen en behaalde hierbij geen medaille.
Hij werd viermaal Algerijns kampioen op de 5.000 m en tevens viermaal kampioen van zijn land in het veldlopen (korte afstand). Khoudir Aggoune is ook nationaal recordhouder op de 10.000 m.
In 2004 nam Aggoune een eerste keer deel aan de Olympische Spelen van Athene. In de halve finale liep hij een tijd van 13.29,37. Hiermee haalde hij de finale niet. Vier jaar later kon hij zich kwalificeren voor de Olympische Spelen van Peking, maar hij verscheen niet aan de start van de 10.000 m.

## Titels
- Noord-Afrikaans kampioen veldlopen (korte afstand) - 2006
- Algerijns kampioen 5.000 m - 2002, 2005, 2006, 2007
- Algerijns kampioen veldlopen (lange afstand) - 2005
- Algerijns kampioen veldlopen (korte afstand) - 2003, 2005, 2006
- Pan-Arabische kampioenschappen 5.000 - 2003

## Persoonlijke records
Outdoor
| Onderdeel | Prestatie            | Datum            | Plaats                |
| --------- | -------------------- | ---------------- | --------------------- |
| 1.500 m   | 3.38,15              | 28 juni 2007     | Straatsburg           |
| 3.000 m   | 7.43,63              | 10 augustus 2003 | Berlijn               |
| 5.000 m   | 13.10,16             | 20 juni 2006     | Huelva                |
| 10.000 m  | 27.58,03 (nat. rec.) | 6 juni 2008      | Saint-Maur-des-Fossés |

Indoor
| Onderdeel | Prestatie | Datum            | Plaats  |
| --------- | --------- | ---------------- | ------- |
| 2.000 m   | 5.04,09   | 9 februari 2007  | Aubière |
| 3.000 m   | 7.49,17   | 4 februari 2007  | Gent    |
| Twee Mijl | 8.29,75   | 23 februari 2003 | Liévin  |

## Prestaties
| Jaar | Wedstrijd                                   | Plaats        | Resultaat | Onderdeel     | Tijd     |
| ---- | ------------------------------------------- | ------------- | --------- | ------------- | -------- |
| 2000 | WK voor junioren                            | Santiago      | 6e        | 5.000 m       | 14.01,16 |
| 2002 | Afrikaanse kampioenschappen                 | Radès         | 4e        | 5.000 m       | 13.34,96 |
|      | WK veldlopen                                | Dublin        | 26e       | korte afstand | 12.47    |
| 2003 | WK veldlopen                                | Lausanne      | 27e       | korte afstand | 11.45    |
|      | Pan-Arabische kampioenschappen              | Amman         | 1e        | 5.000 m       | 13.59,2  |
| 2004 | Pan-Arab Games                              | Algiers       | 1e        | 5.000 m       | 13.24,73 |
|      | Wereldatletiekfinale                        | Monaco        | 12e       | 5.000 m       | 13.30,53 |
| 2005 | Middellandse Zeespelen                      | Almería       | 3e        | 5.000 m       | 13.30,54 |
|      | WK veldlopen                                | Saint-Étienne | 24e       | korte afstand | 12.16    |
| 2006 | Noord-Afrikaanse kampioenschappen veldlopen | Biskra        | 1e        | korte afstand |          |
|      | Afrikaanse kampioenschappen                 | Bambous       | 8e        | 5.000 m       | 14.10,06 |
|      | WK veldlopen                                | Fukuoka       | 16e       | korte afstand | 11.17    |